# Pilot Corporation
Pilot Corporation är ett världsomspännande företag med högkvarter i Japan. Företaget tillverkar pennor och kontorsmaterial. Det grundades 1918 av Ryosuke Namiki.